# Bröderna Lindgren
Bröderna Lindgren är en svensk syskon-musikduo.
Mathias och Andreas Lindgren är söner till barnboksförfattaren Barbro Lindgren.. Med inriktning på musik för barn har de gjort musik till TV-program med Allram Eest och Höjdarna samt filmen Loranga, Masarin och Dartanjang. De har också släppt tre album, på vilka flera kända svenska sångare och musiker medverkar, bland andra Amanda Bergman, Kristofer Åström, Ebbot Lundberg, Nino Ramsby, Martin Hederos, Patrik Arve, Swing, Caroline Wennergren, Mattias Alkberg, Vanna Rosenberg och Asha Ali.
Både 2009 och 2013 vann Bröderna Lindgren Grammisar i kategorin bästa barnalbum för skivorna Meningen med livet och I tiden.

## Diskografi
- 2004 – Höjdarna - Samlade sånger
- 2005 – Allram Eest - det är musik
- 2007 – Vuxen barnmusik
- 2008 – Höjdarnas höjdarsånger
- 2009 – Meningen med livet – Gästartister: Britta Persson, Amanda Bergman, Patrik Arve, Those Dancing Days, Nina Ramsby, Ebbot Lundberg, Olle Ljungström, Mattias Alkberg, Caroline Wennergren, Kristoffer Åström
- 2012 – I tiden – Gästartister: Ebbot Lundberg, Amanda Bergman, Britta Persson, Magnus Carlson, Patrik Arve, Anja Bigrell, Nino Ramsby, Nicolai Dunger, Mattias Alkberg, First Aid Kit
- 2018 – Ett nytt år – Singel med sång av Nina Persson[2]
- 2021 – Rösta på mig – Singel med sång av Anja Bigrell[3]
- 2021 – Jag är King Kong – Singel med sång av Eye N´I[4]